# 光州远东广播
光州远东广播（朝鲜语：광주극동방송）是位于韩国光州西区的远东广播公司的地方制作中心。

## 所在地
- 光州西区治平洞1243-1（1243-1, Chipyeong-dong, Seo-gu, Gwangju, KOREA.）

## 沿革
- 2012年5月26日 - 开局（呼号为HLED）。

## 广播频率
| 发射地 | 呼号 | 频率       | 发射功率 |
| 無等山 | HLED | FM 93.1MHz | 1kW      |